# Municipio de Union Grove (Carolina del Norte)
El municipio de Union Grove (en inglés: Union Grove Township) es un municipio ubicado en el  condado de Iredell en el estado estadounidense de Carolina del Norte. En el año 2010 tenía una población de 2.070 habitantes.

## Geografía
El municipio de Union Grove se encuentra ubicado en las coordenadas 36°0′58.48″N 80°51′35.26″O / 36.0162444, -80.8597944.